# Probabilidad condicionada

se puede interpretar como, tomando los casos en los que B se cumple, la fracción en los que también se cumple A.

En la teoría de la probabilidad, la probabilidad condicionada o probabilidad condicional es una medida de la probabilidad con la posibilidad de que ocurra un evento, dado que ya se sabe que ha ocurrido otro suceso (por suposición, presunción, afirmación o evidencia). Este método concreto se basa en que el suceso B ocurra con algún tipo de relación con otro suceso A. En este caso, el suceso B puede analizarse mediante una probabilidad condicional con respecto a A. Si el suceso de interés es {\displaystyle A} y se sabe o se supone que ha ocurrido el suceso {\displaystyle B}, «la probabilidad condicional de {\displaystyle A} dado {\displaystyle B}», o «la probabilidad de {\displaystyle A} bajo la condición {\displaystyle B}», suele escribirse como {\displaystyle P(A\mid B)}. También puede entenderse como la fracción de la probabilidad B que se cruza con A, o el cociente entre las probabilidades de que ocurran ambos sucesos y de que ocurra el «dado» (cuántas veces ocurre A en lugar de no suponer que ha ocurrido B): {\displaystyle P(A\mid B)={\frac {P(A\cap B)}{P(B)}}}.
Aunque las probabilidades condicionales pueden proporcionar información extremadamente útil, a menudo se suministra o se tiene a mano información limitada. Por lo tanto, puede ser útil invertir o convertir una probabilidad condicional utilizando el teorema de Bayes:
{\displaystyle P(A\mid B)={{P(B\mid A)P(A)} \over {P(B)}}}. Otra opción es mostrar las probabilidades condicionales en una tabla de probabilidades condicionales para iluminar la relación entre sucesos.

## Definición como condicionamiento de un evento

### Definición deKolmogorov
Dados dos sucesos {\displaystyle A} y {\displaystyle B} del campo-sigma de un espacio de probabilidad, siendo la probabilidad incondicional de {\displaystyle B} mayor que cero (es decir, {\displaystyle P(B)} > 0), la probabilidad condicional de {\displaystyle A} dado {\displaystyle B} (({\displaystyle P(A\mid B)}) es la probabilidad de que ocurra A si B ha ocurrido o se supone que ha ocurrido. Se supone que A es el conjunto de todos los resultados posibles de un experimento o ensayo aleatorio que tiene un espacio muestral restringido o reducido. La probabilidad condicional puede hallarse mediante el cociente de la probabilidad de la intersección conjunta de los sucesos A y B ({\displaystyle P(A\cap B)}) —la probabilidad de que A y B ocurran juntos, aunque no necesariamente al mismo tiempo— y la probabilidad de {\displaystyle B}:
{\displaystyle P(A\mid B)={\frac {P(A\cap B)}{P(B)}}}
Para un espacio muestral formado por resultados de igual probabilidad, la probabilidad del suceso A se entiende como la fracción del número de resultados en A respecto al número de todos los resultados en el espacio muestral. Entonces, esta ecuación se entiende como la fracción del conjunto {\displaystyle A\cap B} al conjunto B. Obsérvese que la ecuación anterior es una definición, no sólo un resultado teórico. Denotamos la cantidad {\displaystyle {\frac {P(A\cap B)}{P(B)}}} como {\displaystyle P(A\mid B)} y la llamaremos «probabilidad condicional de {\displaystyle A} dado {\displaystyle B}».

### Como axioma de probabilidad
Algunos autores, como de Finetti, prefieren introducir la probabilidad condicional como axioma de probabilidad:
{\displaystyle P(A\cap B)=P(A\mid B)P(B)}
Esta ecuación para una probabilidad condicional, aunque matemáticamente equivalente, puede ser intuitivamente más fácil de entender. Puede interpretarse como «la probabilidad de que ocurra B multiplicada por la probabilidad de que ocurra A, siempre que haya ocurrido B, es igual a la probabilidad de que ocurran A y B juntas, aunque no necesariamente al mismo tiempo». Además, esto puede ser preferible desde el punto de vista filosófico; según las principales interpretaciones de la probabilidad, como la teoría subjetiva, la probabilidad condicional se considera una entidad primitiva. Además, esta «regla de multiplicación» puede ser útil en la práctica para calcular la probabilidad de {\displaystyle A\cap B} e introduce una simetría con el axioma de la suma para la fórmula de Poincaré:
{\displaystyle P(A\cup B)=P(A)+P(B)-P(A\cap B)}
Así, las ecuaciones pueden combinarse para hallar una nueva representación de la:
{\displaystyle P(A\cap B)=P(A)+P(B)-P(A\cup B)=P(A\mid B)P(B)}
{\displaystyle P(A\cup B)={P(A)+P(B)-P(A\mid B){P(B)}}}

### Como probabilidad de un suceso condicional
La probabilidad condicional puede definirse como la probabilidad de un suceso condicional {\displaystyle A_{B}}. El suceso condicional Goodman-Nguyen-Van Fraassen puede definirse como:
{\displaystyle A_{B}=\bigcup _{i\geq 1}\left(\bigcap _{j<i}{\overline {B}}_{j},A_{i}B_{i}\right)}, donde {\displaystyle A_{i}} y {\displaystyle B_{i}} representan estados o elementos de A o B.
Se puede demostrar que
{\displaystyle P(A_{B})={\frac {P(A\cap B)}{P(B)}}}
que cumple la definición de Kolmogorov de probabilidad condicional.

## Ejemplo
Supongamos que alguien lanza en secreto dos dados justos de seis caras, y queremos calcular la probabilidad de que el valor boca arriba del primero sea 2, dada la información de que su suma no es mayor que 5. Sea D1 el valor que sale en el dado 1.
- Sea D1 el valor del dado 1.
- Sea D2 el valor del dado 2.

Probabilidad de que D1 = 2
La Tabla 1 muestra el espacio muestral de 36 combinaciones de valores lanzados de los dos dados, cada una de las cuales ocurre con probabilidad 1/36, siendo los números mostrados en las celdas rojas y grises oscuras D1 + D2.
D1 = 2 en exactamente 6 de los 36 resultados; por lo tanto P(D1 = 2) = 6⁄36 = 1⁄6:
| +  | + | D2 | D2 | D2 | D2 | D2 | D2 |
| +  | + | 1  | 2  | 3  | 4  | 5  | 6  |
| -- | - | -- | -- | -- | -- | -- | -- |
| D1 | 1 | 2  | 3  | 4  | 5  | 6  | 7  |
| D1 | 2 | 3  | 4  | 5  | 6  | 7  | 8  |
| D1 | 3 | 4  | 5  | 6  | 7  | 8  | 9  |
| D1 | 4 | 5  | 6  | 7  | 8  | 9  | 10 |
| D1 | 5 | 6  | 7  | 8  | 9  | 10 | 11 |
| D1 | 6 | 7  | 8  | 9  | 10 | 11 | 12 |
Probabilidad de que D1 + D2 ≤ 5
La Tabla 2 muestra que D1 + D2 ≤ 5 para exactamente 10 de los 36 resultados, por lo que P(D1 + D2 ≤ 5) = 10⁄36:
| +  | + | D2 | D2 | D2 | D2 | D2 | D2 |
| +  | + | 1  | 2  | 3  | 4  | 5  | 6  |
| -- | - | -- | -- | -- | -- | -- | -- |
| D1 | 1 | 2  | 3  | 4  | 5  | 6  | 7  |
| D1 | 2 | 3  | 4  | 5  | 6  | 7  | 8  |
| D1 | 3 | 4  | 5  | 6  | 7  | 8  | 9  |
| D1 | 4 | 5  | 6  | 7  | 8  | 9  | 10 |
| D1 | 5 | 6  | 7  | 8  | 9  | 10 | 11 |
| D1 | 6 | 7  | 8  | 9  | 10 | 11 | 12 |
Probabilidad de que D1  = 2 dado que D1  + D2 ≤ 5
La Tabla 3 muestra que para 3 de estos 10 resultados, D1 = 2.
Por lo tanto, la probabilidad condicional P(D1 = 2 | D1+D2 ≤ 5) = 3⁄10 = 0,3:
| +  | + | D2 | D2 | D2 | D2 | D2 | D2 |
| +  | + | 1  | 2  | 3  | 4  | 5  | 6  |
| -- | - | -- | -- | -- | -- | -- | -- |
| D1 | 1 | 2  | 3  | 4  | 5  | 6  | 7  |
| D1 | 2 | 3  | 4  | 5  | 6  | 7  | 8  |
| D1 | 3 | 4  | 5  | 6  | 7  | 8  | 9  |
| D1 | 4 | 5  | 6  | 7  | 8  | 9  | 10 |
| D1 | 5 | 6  | 7  | 8  | 9  | 10 | 11 |
| D1 | 6 | 7  | 8  | 9  | 10 | 11 | 12 |
Aquí, en la notación anterior para la definición de probabilidad condicional, el suceso condicionante B es que D1 + D2 ≤ 5, y el suceso A es D1 = 2. Tenemos
{\displaystyle P(A\mid B)={\tfrac {P(A\cap B)}{P(B)}}={\tfrac {3/36}{10/36}}={\tfrac {3}{10}},} como se ve en la tabla.